# 埃德蒙·勒克莱尔
埃德蒙·勒克莱尔（法語：Edmond Leclerc，1912年1月25日—？），法国男子篮球运动员。他曾代表法国国家队参加1936年夏季奥林匹克运动会男子篮球比赛，最终队伍位列第十九名。